# TransBrasil
TransBrasil es una vía expresa de Bus Rapid Transit de la ciudad de Río de Janeiro que une Deodoro al Centro de Río y que, junto con los corredores TransCarioca, TransOeste y TransOlímpica, forman parte del conjunto de obras viales que preparó la ciudad para los Juegos Olímpicos del 2016. Su trazado sigue, en su mayor parte, a lo largo de la Avenida Brasil.
El corredor comenzó a operar, de forma gradual, el 24 de febrero del 2024. Se estima que el corredor atienda cerca de 150 a 250 mil personas/dia.